# Korporale

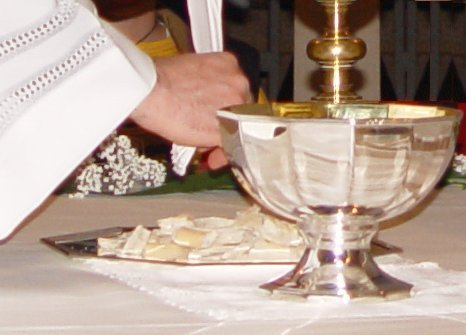
Brotbrechung auf dem Korporale

Das Korporale (von lateinisch corpus ‚Körper, Leib‘) ist ein gestärktes, meist quadratisches, weißes Leinentuch mit etwa 45 bis 50 cm Seitenlänge. Das Tuch wird bei Eucharistiefeiern in der Tradition der Westkirche (römisch-katholisch, anglikanisch, lutherisch, altkatholisch) auf den Altar gelegt, um die Patene bzw. Hostienschale und den Kelch daraufzustellen. In der außerordentlichen Form des römischen Ritus wird die Zelebrationshostie bei der Wandlung direkt auf das Korporale gelegt. Auch im Tabernakel oder bei der Aussetzung des Allerheiligsten stehen das Ziborium bzw. die Monstranz in der Regel auf einem Korporale passender Größe. In der byzantinischen Liturgietradition entspricht dem Korporale das Eilētón (Ilitón).

## Geschichte
Das Korporale ist das älteste Parament. In der römischen Liturgie war es ursprünglich als Palla corporalis zuerst das einzige Altartuch, später das obere, auf das die eucharistischen Gaben gestellt und mit dem sie dann auch bedeckt wurden. Ab dem 11. Jahrhundert entwickelten sich daraus das deutlich kleinere Korporale. Das Korporale wurde als das Grabtuch Jesu verstanden und war deshalb in der Regel immer wie dieses aus Leinen. Eine Ecke des Korporale wurde bis ins 13. Jahrhundert über den Kelch geschlagen, um eine Verunreinigung des Messweins zu vermeiden. So ist es bis heute in der Liturgie der Kartäuser üblich. Später kam ein zweites, gefaltetes Korporale in Gebrauch, das auf den Kelch gelegt wurde und aus dem sich die Palla als Bedeckung des Kelches entwickelte. Das zweite Korporale deutete man als das Tuch, das im Grab das Haupt Jesu verhüllte.

## Funktion
Das Korporale soll verhindern, dass bei der Brechung der Hostien und der Purifikation des Kelches Partikel verlorengehen. Aus diesem Grund  darf es nur in eine Richtung aufgelegt und gefaltet werden, damit keine Partikel zu Boden fallen können. Weil es direkt mit der konsekrierten Hostie in Berührung kam, wird dem Korporale besondere Sorgfalt entgegengebracht. Es wird in der Bursa aufbewahrt, einer mappenartigen Stofftasche in der jeweiligen liturgischen Farbe. Früher musste es vor der Wäsche von einem Priester, Diakon oder Subdiakon mindestens einmal ausgewaschen werden.

Zusammenfalten eines korrekt gebügelten Korporales
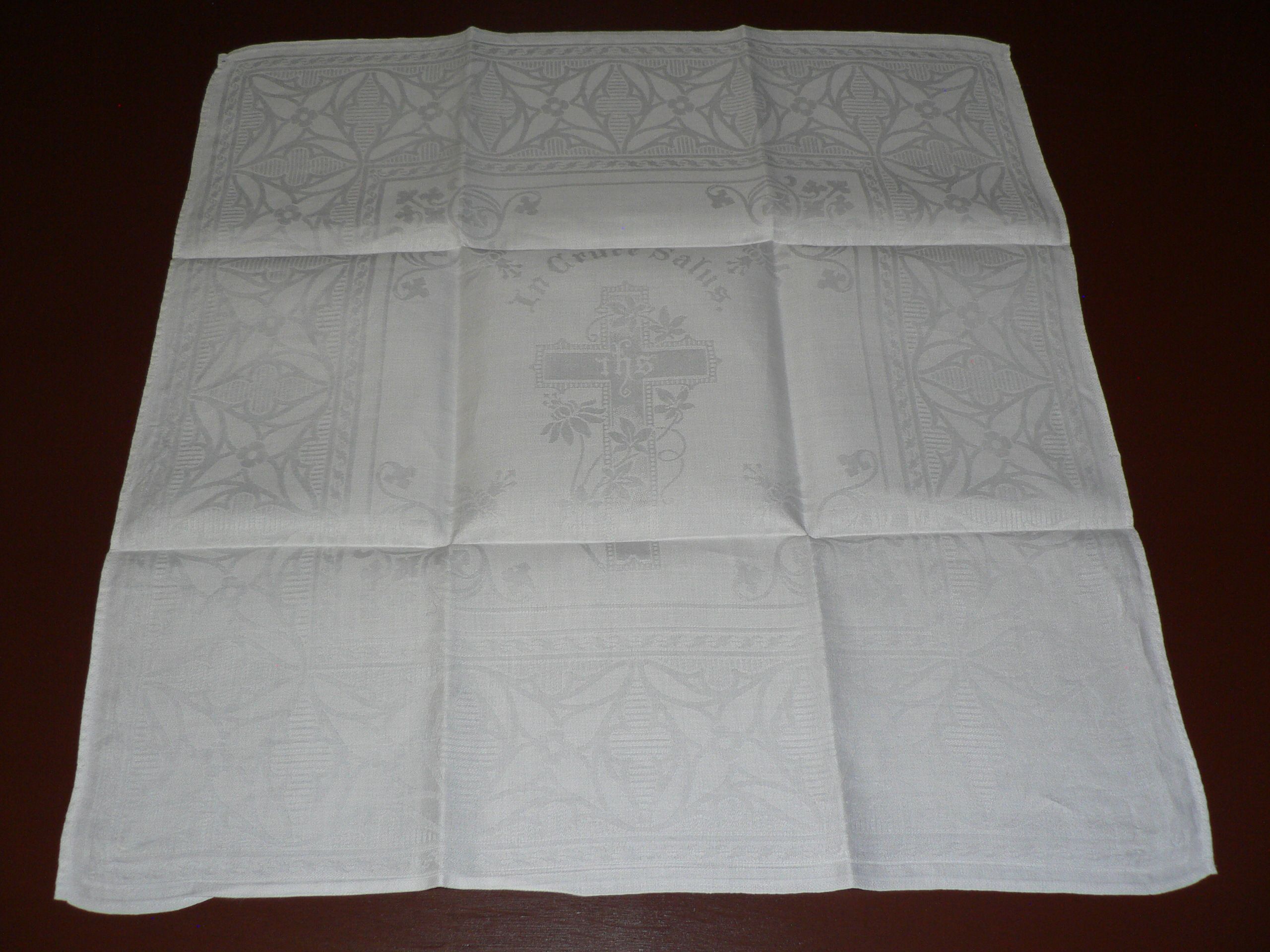
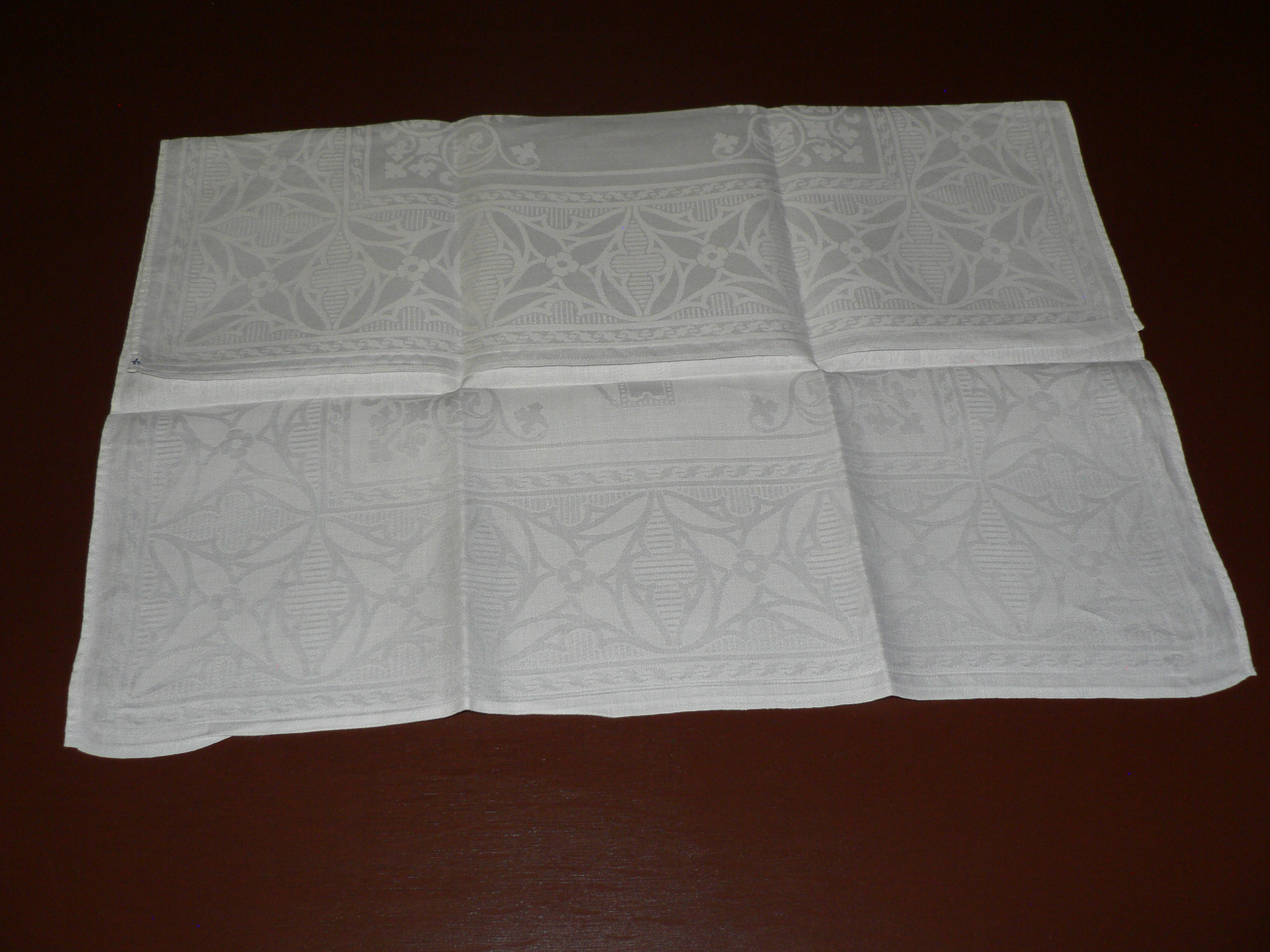
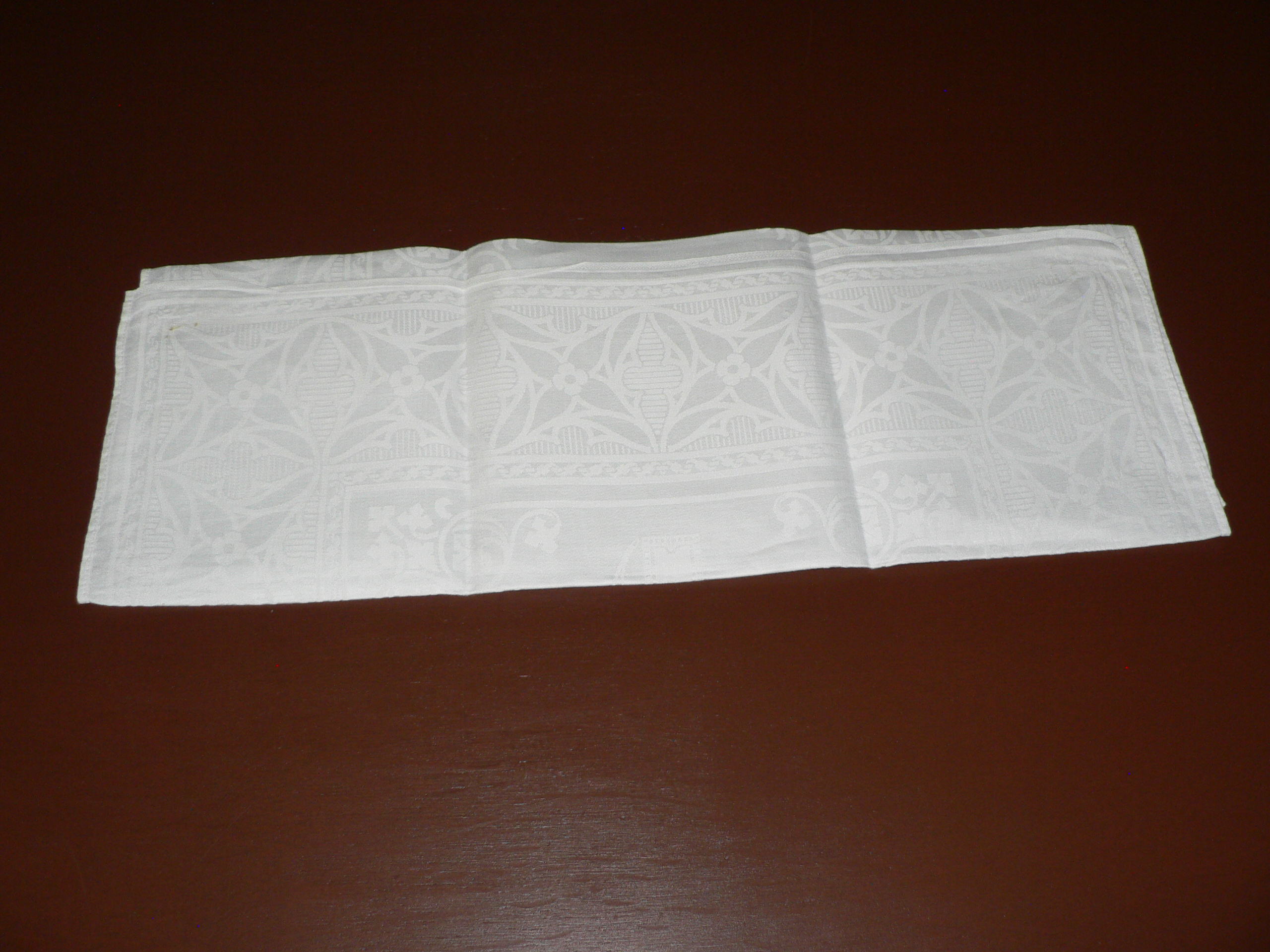
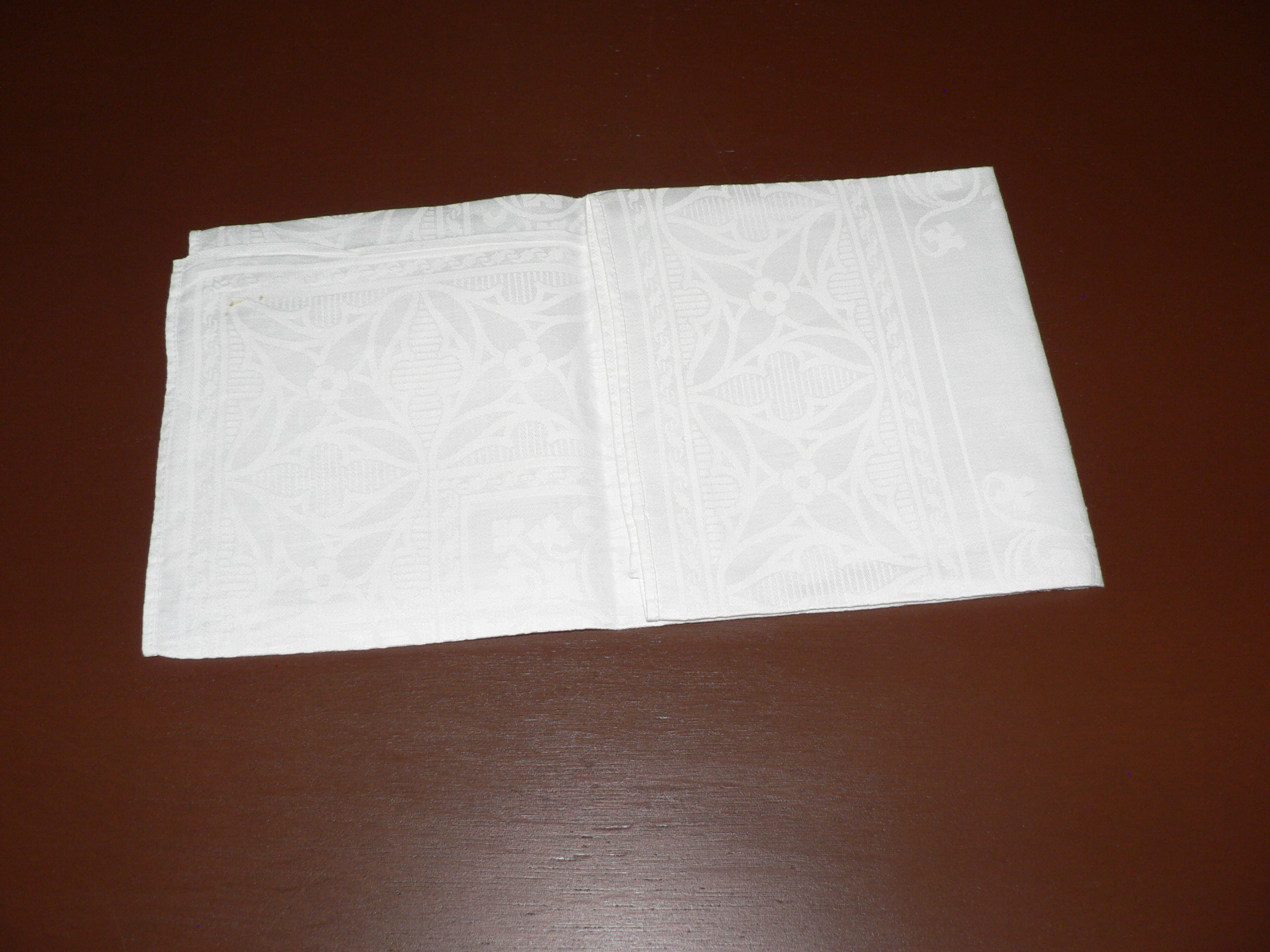
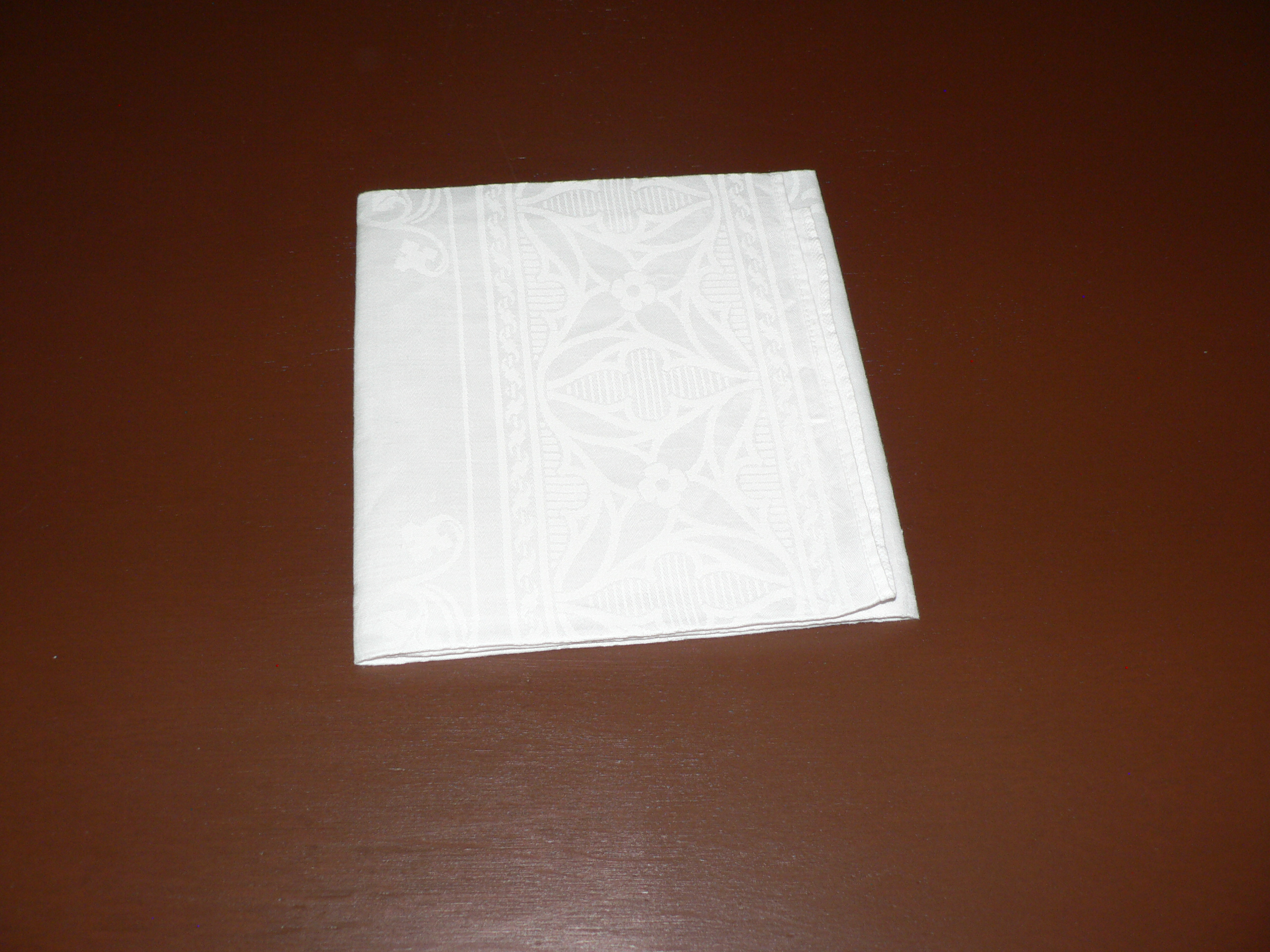